# Byron Edmund Walker

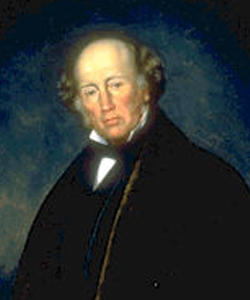

Sir Byron Edmund Walker, CVO (14 de octubre de 1848 - 27 de marzo de 1924) fue un banquero canadiense. Fue el presidente del Banco Canadiense de Comercio de 1907 a 1924, y un generoso mecenas de las artes, ayudando a fundar y nutrir muchas de las instituciones culturales y educativas de Canadá, incluyendo la Universidad de Toronto, la Galería Nacional de Canadá, la Champlain Society, el Appleby College, la Galería de Arte de Ontario y el Museo Real de Ontario.
En 1910, el rey Jorge V nombró caballero a Walker por sus contribuciones a los negocios y las artes.

## Biografía
Byron Edmund Walker nació el 14 de octubre de 1848 en las afueras de Caledonia, en el municipio de Seneca, condado de Haldimand, oeste de Canadá.
Su abuelo, Thomas Walker, había sido fabricante de cajas de relojes en Londres, Inglaterra. Llegó al Alto Canadá (ahora Ontario) en 1834 con cuatro de sus hijos, algunos libros y algunas fotos. La pérdida de su esposa y cuatro de sus hijos contribuyó en gran medida a su decisión de irse de Londres a Canadá. El tercer hijo menor fue Alfred Edmund Walker, el padre de Sir Edmund, un granjero que se convirtió en empleado. También fue naturalista aficionado, paleontólogo y pintor de acuarela. Alfred Edmund se casó con Fanny Murton de Hamilton en 1845. Los padres de Fanny también eran inmigrantes de Inglaterra, habiendo llegado en 1832. Su padre, William Murton, era educado en la universidad y su madre hablaba italiano y francés y tocaba el clavecín. También dio una escuela secundaria privada en Hamilton.
Los Caminantes tuvieron nueve hijos, de los cuales Byron Edmund (o Edmund, como él prefería que se le llamara) era el segundo mayor. La familia se mudó de su granja cerca de Caledonia a Hamilton en 1852. Allí, a la edad de cuatro años, Edmund comenzó sus estudios en la escuela de su abuela y luego en la Escuela Central de Hamilton, donde completó los seis grados. Esperaba seguir una carrera docente, pero la mala salud redujo su inscripción en la Escuela Normal de Toronto, la universidad de maestros fundada por Egerton Ryerson en 1851. A la edad de 12 años, Walker entró al servicio de su tío, John Walter Murton, que tenía un negocio de cambio de divisas en Hamilton.
Fue nombrado caballero por el rey Jorge V, fue Caballero de Gracia de la Orden del Hospital de St. Juan de Jerusalén y Japón lo nombraron cónsul general honorario japonés. Walker murió a la edad de 75 años, el 27 de marzo de 1924. Después de su muerte, The Globe and Mail escribió esta descripción de Walker: "Posiblemente no existía un canadiense más versátil en su época y edad; probablemente pocos otros han hecho tanto por Canadá".

### Banco
Mientras trabajaba en la oficina de cambio de su tío, Walker se convirtió en un experto en el reconocimiento de los billetes falsificados que circulaban durante la guerra civil estadounidense. Después de siete años en la firma de su tío, pasó unos meses en Montreal, pero su mala salud lo obligó a regresar a Hamilton en 1868, donde comenzó a trabajar como empleado de descuento en el recién inaugurado Banco Canadiense de Comercio.
El Banco Canadiense de Comercio fue establecido por el industrial William McMaster en 1867. McMaster serviría como guía para el joven Edmund, que rápidamente ascendió a través de las filas. En 1872, fue nombrado contador jefe en la oficina central del banco en Toronto. En mayo de 1873, Walker fue enviado a la ciudad de Nueva York como agente junior del banco. Encargado de la responsabilidad de los préstamos de oro contra la moneda, mantuvo con éxito los márgenes adecuados a pesar de las muchas quiebras repentinas de sus clientes. El emprendedor Walker fue enviado a la sucursal del banco en Windsor en 1875. En 1878, fue nombrado gerente de la sucursal de Londres, Ontario, un año más tarde fue nombrado inspector del banco, y en 1880 regresó a Hamilton como gerente.
Walker se casó con Mary Alexander en 1874 mientras vivía en Nueva York. Juntos tuvieron cuatro hijos y tres hijas. Era la hija de Alexander Alexander, un carpintero que emigró de Escocia a Lockport, Nueva York, en 1834. Ese año, se casó con Isabella Buchan y se mudó a Hamilton, Ontario, donde se convirtió en tendero. Juntos tuvieron cinco hijos.
De 1881 a 1886, Edmund estuvo de nuevo en Nueva York como agente conjunto del banco, lo que le dio la oportunidad de aumentar su talento en divisas y llevar a cabo la banca internacional a una escala mucho mayor. Allí pudo ampliar sus intereses culturales, visitar galerías y museos, y comenzar, en serio, su colección de arte. En 1886, a los 38 años, Walker fue llamado a Toronto como gerente general del Banco Canadiense de Comercio. Para entonces había 30 sucursales en Ontario y agencias en Toronto, Montreal y Nueva York. Los activos del banco en su creación eran de 2.997.081 dólares; 50 años más tarde, estos eran 440 310 703 dólares con sucursales en todo el país, en gran parte atribuibles al fuerte liderazgo de Walker.
Walker es conocido por desarrollar el primer conjunto de regulaciones escritas para dividir un banco en una compleja serie de departamentos y se le atribuye ampliamente la revisión del gobierno canadiense de 1881/82 de la Ley Bancaria de Canadá que le dio a Canadá un sistema bancario centralizado y a prueba de pánico. Walker también era respetado profesionalmente a nivel internacional. Como vicepresidente de la Asociación Americana de Banqueros, fue invitado por un comité del Congreso de los Estados Unidos para asesorar sobre la redacción de la legislación de la Reserva Federal. Ocupó muchos cargos nacionales e internacionales clave; presidente de la sección de banqueros de la Junta de Comercio de Toronto de 1891 a 1892; vicepresidente de la Asociación de Banqueros Canadienses (que ayudó a fundar en 1891) en 1893 y su presidente de 1894 a 1895; presidente de la Comisión Real de 1899 sobre la situación financiera de la provincia de Ontario; y presidente de la Sección de Dinero y Crédito para la Exposición Universal de 1904 en St. Louis. Fue miembro del Instituto de Banqueros de Inglaterra y miembro de la Royal Economic Society of England.
En 1906, fue elegido director del Banco Canadiense de Comercio. Se desempeñó como presidente desde 1907 hasta su muerte en 1924.
El gobierno del Partido Liberal de Sir Wilfrid Laurier nombró a Walker para la Comisión Nacional de Campos de Batalla en 1908. La comisión fue encargada de la recuperación de tierras no coronadas para un "Parque de campos de batalla" en la ciudad de Quebec, donde se libró la Batalla de las Llanuras de Abraham entre las fuerzas francesas y británicas. La comisión también se encargó de supervisar los gastos de la Celebración del Tercenario de Samuel de Champlain fundando Quebec en 1608. Más tarde, Walker fue presidente del comité canadiense del Centenario de la Paz, un evento planeado por los gobiernos canadiense, estadounidense y británico para conmemorar los 100 años de paz entre Canadá y los Estados Unidos después de la Guerra de 1812-14.
Aunque Walker trató de mantenerse fuera de la política activa toda su vida y nunca se unió a un partido político, decidió tomar un papel fundamental en la arena política con un grupo de 18 empresarios prominentes que se opusieron al Acuerdo de Reciprocidad con los Estados Unidos propuesto por el gobierno de Laurier. Walker temía que los gigantescos fideicomisos estadounidenses, una vez permitidos en Canadá, paralizaran el mercado canadiense. Además, como un ferviente patriota y acérrimo imperialista, temía que debilitara los lazos de Canadá con Gran Bretaña y conduría a la anexión de los Estados Unidos. Las fuerzas antireciprocidad llevaron a la derrota del gobierno de Laurier en 1911. Walker fue uno de los que aconsejaron al nuevo primer ministro del Partido Conservador, Sir Robert Borden, sobre la preservación de la estabilidad financiera de Canadá durante la Primera Guerra Mundial.

### Educación
Walker dio crédito a su padre por desarrollar sus amplios intereses y amor por el aprendizaje, y siempre se arrepintió de que la mala salud le impidiera recibir una educación formal. Creía que la base de una sociedad civilizada era su sistema educativo y que las universidades de una nación eran sus instituciones más preciadas. A lo largo de su vida se interesó activamente por las instituciones educativas. Uno de sus primeros y más duraderos intereses fue la Universidad de Toronto. En 1887, las instituciones confesionales de Victoria College (Methodist), Knox College (Presbyterian), Wycliffe College (escuela teológica anglicana) y St. El Michael's College (católico romano) había entrado en una federación con el Colegio Universitario secular, el único financiado por el gobierno. Después de que el incendio destruyera la parte oriental del University College en 1890, Walker fue fundamental para persuadir al gobierno de Ontario de que hiciera su primera subvención a la amalgamada Universidad de Toronto.
También fue responsable de llevar el último colegio confesional, el Trinity College, afiliado a la Iglesia de Inglaterra, a la federación en 1904. Trinity le otorgó un Doctorado en Derecho Civil (D.C.L.) ese mismo año. En 1905, fue miembro de la Comisión Real para la reorganización de la universidad, que fue responsable de asegurar las subvenciones anuales del gobierno a partir de entonces. A lo largo de sus 32 años de participación en la universidad, Walker se desempeñó como fideicomisario (1892-1906), senador (1893-1901), miembro de la junta de gobernadores (1906-1910), presidente (1910-23) y canciller (1923-1924).
El Conservatorio de Música de Toronto también se unió a la universidad a través de sus esfuerzos. Se desempeñó como miembro de su Junta de Gobernadores, y más tarde como presidente (1917-24). Su apoyo a la música también incluyó al Coro Mendelssohn, del que fue presidente honorario (1900-1924).
Con un compromiso duradero con la educación y la importancia de la historia canadiense para fomentar el patriotismo y la identidad canadiense, fundó la Sociedad Champlain en 1905. Establecida como una organización sin fines de lucro, su mandato era publicar documentos importantes relacionados con la historia canadiense, proyectos que los editores comerciales considerarían poco rentables. Él creía que esta Sociedad era su mejor logro. Sirvió como su presidente hasta su muerte.
Como autor de artículos sobre una variedad de temas: banca, Robert Browning, arte italiano y japonés, no es sorprendente que Walker sea uno de los fundadores de la Sociedad Canadiense de Autores, establecida para promover la literatura canadiense y proteger a los autores con leyes de derechos de autor. Walker se desempeñó como presidente de 1904 a 1909.
En 1911, Walker estableció Appleby School, un internado privado para niños, para el que compró la propiedad inicial de 32 acres (130 000 m2) en Oakville. El primer director de la escuela fue el yerno de Walker, John Guest.

### Arte
La estructura de ladrillo victoriano tenía interiores de madera fina, decoraciones de techo Art Nouveau de Gustav Hahn y murales alegóricos de George Agnew Reid. "Long Garth" se convirtió en un tesoro de grabados, grabados, bordados y alfombras orientales, bronces, trabajos de latón y marfil, porcelana, sin mencionar su colección de fósiles y su extensa biblioteca. Walker tenía una fascinación particular por el grabado y se dijo que su ojo experto para los detalles en la detección de billetes falsos ayudó a su conocimiento. Walker también fue miembro de la Sociedad Japonesa de América y la parte más notable de su colección, 1.070 xilografías japonesas, fueron legados al Museo Real de Ontario a su muerte. Igualmente destacable la colección de más de 400 obras de arte gráfico, que van desde los siglos XV hasta el IX, que reunió entre 1880 y 1924, incluidas las obras de Alberto Durero y Rembrandt. Sus hijos dieron la colección a la Galería de Arte de Ontario en 1926.
Más allá de comprar algunas imágenes de artistas canadienses, la primera conexión real de Walker con el mundo del arte canadiense comenzó cuando se le acercó una serie de artistas prominentes de Toronto para ayudarles a organizar un gremio. Con estos layenses y artistas de ideas afines que compartían sus ideales, formó el Gremio de Arte Cívico de Toronto. Liderado por George Agnew Reid, el gremio presionó por mejoras cívicas en la ciudad. Walker fue su primer presidente en 1897. Como representante del Gremio en el comité para seleccionar al artista para el monumento al teniente gobernador John Graves Simcoe en Queen's Park, Walker fue en gran parte responsable de la concesión del encargo al escultor Walter Seymour Allward. Más tarde, Walker fue responsable de las comisiones de Allward para diseñar el Monumento a la Guerra de Sudáfrica en la Avenida de la Universidad en Toronto, así como el Monumento a Bell Telephone en Brantford.

#### La Galería de Arte de Ontario
La relación de Walker con George Agnew Reid llevó a la fundación de la Galería de Arte de Ontario. El 15 de marzo de 1900, Reid, entonces presidente de la Sociedad de Artistas de Ontario, reunió a un grupo de ciudadanos para considerar la formación de una galería de arte para Toronto. En esa reunión, se estableció una Junta Provisional del Museo de Arte con Walker como presidente y Reid como secretario. A través de un cabildeo efectivo y la recaudación de fondos (5.000 dólares cada uno de 10 benefactores), la Legislatura de Ontario aprobó a finales de ese mismo año un proyecto de ley que incorporaba el Museo de Arte de Toronto. Walker se convirtió en presidente de su junta directiva y sirvió hasta su muerte.
El desafío inicial era encontrar un hogar para la nueva institución. Fue Walker quien convenció a sus amigos, el escritor Dr. Goldwin Smith y su esposa, la ex Sra. William Henry Boulton, para dejar su casa histórica, "The Grange", en el nuevo museo. Antes de que la noticia se hiciera pública, Walker compró los terrenos circundantes para que el museo tuviera espacio para una futura expansión. El Museo de Arte de Toronto (más tarde rebautizado como Galería de Arte de Toronto y luego como Galería de Arte de Ontario) abrió oficialmente sus primeras galerías en The Grange en abril de 1913. En 1926, dos años después de su muerte, cuando la galería se estaba expandiendo, el Banco Canadiense de Comercio donó los fondos para construir la magnífica sala que lleva su nombre, el Walker Court.

#### El Museo Real de Ontario
La campaña para un museo público de clase mundial para Toronto fue dirigida por Walker, el filántropo Sir Edmund Boyd Osler, entonces director del Canadian Pacific Railway y presidente de The Dominion Bank, y el Dr. Charles Trick Currelly, el primer curador del Museo Real de Arqueología de Ontario. Un arqueólogo, Currelly había estado haciendo trabajo de campo en Egipto, Creta y Asia Menor con el propósito de recopilar artefactos como una colección central para el pequeño museo que estableció en el Victoria College en 1907. Pero quería un museo más grande para la universidad y otros pronto se involucraron. Walker, Osler y otros proporcionaron fondos y solicitaron apoyo financiero del gobierno.
Juntos, Osler y Walker crearon una estructura organizativa para el museo, incluyendo cómo se iban a compartir los fondos entre la universidad y el gobierno. En 1912, se aprobó la Ley del Museo Real de Ontario. Se creó una Junta de Síndicos, con nombramientos compartidos por igual entre la universidad y el gobierno. Walker fue su primer presidente.
El Museo Real de Ontario abrió sus puertas el 19 de marzo de 1914. Currelly se convirtió en director en 1914 hasta su jubilación en 1946 y Walker siguió siendo presidente de la Junta de Síndicos hasta su muerte. En los años siguientes contribuyó financieramente y ayudó a través de generosas líneas de crédito del Banco Canadiense de Comercio, en particular para las importantes adquisiciones de artefactos chinos de Currelly. La colección de fósiles de Walker se convirtió en el núcleo de la colección de paleontología del museo, y dio lugar a que un dinosaurio, Parasaurolophus walkeri, fuera nombrado en su honor en 1922. Su interés y apoyo a la paleontología habían llevado a una asociación anterior con el Real Instituto Canadiense, otra institución científica de la que fue presidente de 1898 a 1900.

#### La Galería Nacional de Canadá
En la primera exposición oficial de la Real Academia Canadiense de las Artes el 6 de marzo de 1880, el Gobernador General de Canadá, el Marqués de Lorne, estableció la Galería Nacional de Canadá en el Hotel Clarendon de Ottawa. Un Consejo Asesor de las Artes se formó en 1907 y estaba formado por Sir George Drummond, presidente del Banco de Montreal, como presidente; el senador de Montreal, Arthur Boyer, como secretario; y Sir Edmund Walker, entonces recién nombrado presidente del Banco Canadiense de Comercio, como miembro. El consejo se encargó de asesorar al gobierno sobre la arquitectura y la decoración de edificios públicos y monumentos públicos. Era responsable de seleccionar y comprar obras de arte para la colección. Drummond estaba a favor de la adquisición de obras europeas, mientras que Walker insistió en que se incluyera el arte canadiense. A la muerte de Drummond en 1909, Walker se convirtió en presidente del consejo. La influencia de Walker como coleccionista de impresiones fue crucial en el lanzamiento del Departamento de Impresiones y Dibujos de la galería, que se inauguró en 1911.
Otra responsabilidad del consejo era asesorar sobre el Victoria Memorial Museum (el actual Museo de Historia Natural de Ottawa), que abrió sus puertas en 1913. El mismo año se aprobó la Ley de la Galería Nacional de Canadá con una Junta de Síndicos independiente constituida; Walker fue nombrado presidente y sirvió hasta su muerte. Sus fideicomisarios fueron encargados, entre otras tareas, del desarrollo, el fomento y el cultivo del "gusto artístico correcto en las bellas artes". En 1924, esta colección tenía más de 4.000 artículos.

#### Las "imágenes de guerra" de Canadá
Walker fue clave en la creación de lo que hoy es la colección de "imágenes de guerra" de la Primera Guerra Mundial que ahora se encuentra en el Museo Canadiense de la Guerra en Ottawa. En 1915, el financiero y expatriado canadiense, William Maxwell Aitken (más tarde Barón Beaverbrook), fue nombrado oficial de registros de la fuerza canadiense en Inglaterra. Beaverbrook estableció el Fondo Canadiense de Conmemorativos de Guerra para registrar para la posteridad los acontecimientos de esa guerra. Como miembro del comité del fondo y presidente de la Junta de Síndicos de la Galería Nacional, Walker insistió en que los artistas comisionados incluían canadienses, así como los artistas británicos que propuso Beaverbook. En 1918, un gran número de artistas canadienses, entre ellos A.Y. Jackson y Frederick Varley, estaban en Europa dibujando fábricas de municiones y varios teatros de operaciones donde los canadienses estaban activos. Otros artistas, C.W. Jefferys entre ellos, registró el esfuerzo de guerra en su casa en Canadá. En 1921, la colección de guerra financiada por Beaverbrook se depositó en la Galería Nacional.
Walker también sirvió en la Comisión de Registros y Trofeos de Guerra de Canadá y la británica, formada en 1918. En el plan canadiense, se iba a construir una galería para las fotos de la guerra y una sala de trofeos en Sussex Drive en Ottawa. Los esfuerzos para completar el edificio en 1922 y 1923 no tuvieron éxito y se prestaron las pinturas y los trofeos. En 1971, las pinturas se transfirieron de la Galería Nacional al Museo Canadiense de la Guerra y ahora se exhiben.